# Balacra separata
Balacra separata là một loài bướm đêm thuộc phân họ Arctiinae, họ Erebidae.